# Partito Socialista del Cile
Il Partito Socialista del Cile (in spagnolo Partido Socialista de Chile, PS) è un partito politico fondato in Cile nel 1933.
Due membri del PS hanno raggiunto la presidenza della Repubblica: Salvador Allende, tra il 1970 e il 1973, e Michelle Bachelet, in due periodi, tra il 2006 e il 2010 e tra il 2014 e il 2018. Il segretario del partito è Álvaro Elizalde. Dal 2013 fa parte della coalizione di centro-sinistra denominata Nuova Maggioranza.

## Storia
Fu il Partito dell'ex Presidente Salvador Allende, del quale egli fu cofondatore, il 19 aprile 1933. Inizialmente fondato come partito marxista che accoglieva una pluralità di correnti della sinistra politica, in seguito incorporò i contributi della socialdemocrazia nel suo patrimonio ideologico. Dopo il golpe del 1973, il partito fu messo al bando (assieme a tutti gli altri partiti di sinistra) e i suoi militanti e i loro simpatizzanti furono perseguitati dal regime. Durante la dittatura di Augusto Pinochet, si frazionò in vari gruppi, che non si riunirono fino al ritorno della democrazia, nel 1990.  
Nel corso della sua storia, ha fatto parte di varie coalizioni, le principali sono il Fronte Popolare, il Fronte di Azione Popolare, l'Unità Popolare, la Concertazione dei Partiti per la Democrazia e la Nuova Maggioranza. 

## Struttura

### Segretati generali
- Óscar Schnake Vergara (1933-1939)
- Marmaduke Grove Vallejos (1939-1943)
- Salvador Allende Gossens (1943-1944)
- Bernardo Ibáñez Águila (1944-1946)
- Raúl Ampuero Díaz (1946-1948)
- Eugenio González Rojas (1948-1950)
- Raúl Ampuero Díaz (1950-1953)
- Aniceto Rodríguez Arenas (1953-1955)
- Raúl Ampuero Díaz (1955-1957)
- Salomón Corbalán González (1957-1961)

- Raúl Ampuero Díaz (1961-1967)

- Aniceto Rodríguez Arenas (1967-1971)
- Carlos Altamirano Orrego (1971-1981)
- Clodomiro Almeyda Medina (1979-1989) - (PS-Almeyda)
- Ricardo Núñez Muñoz (1981-1984)
- Carlos Briones Olivos (1984-1986)
- Manuel Mandujano Navarro (1984-1989) - (PS-Mandujano)
- Juan Gutiérrez Soto (1985-1989) - (PS-storico)
- Ricardo Núñez Muñoz (1986-1989)
- Jorge Arrate Mac Niven (1989)
- Clodomiro Almeyda Medina (1989-1990)
- Jorge Arrate Mac Niven (1990-1991)

- Ricardo Núñez Muñoz (1991-1992)
- Germán Correa Díaz (1992-1994)
- Camilo Escalona Medina (1994-1998)
- Ricardo Núñez Muñoz (1998-2000)
- Camilo Escalona Medina(2000-2003)
- Gonzalo Martner Fanta (2003-2005)
- Ricardo Núñez Muñoz (2005-2006)
- Camilo Escalona Medina (2006-2010)
- Fulvio Rossi Ciocca (2010)
- Osvaldo Andrade Lara (2010-2015)
- Isabel Allende Bussi (2015-2017)

- Álvaro Elizalde Soto (2017-in carica )

## Risultati elettorali

### Elezioni del Presidente
| Data | Candidato sostenuto     | Partito                                | I turno | II turno | Risultato |
| Data | Candidato sostenuto     | Partito                                | %       | %        | Risultato |
| ---- | ----------------------- | -------------------------------------- | ------- | -------- | --------- |
| 1938 | Pedro Aguirre Cerda     | Partito Radicale del Cile              | 50.5    |          | eletto    |
| 1942 | Juan Antonio Ríos       | Partito Radicale del Cile              | 56.0    |          | eletto    |
| 1946 | Bernardo Ibáñez         | Partito Socialista del Cile            | 2.5     |          | sconfitto |
| 1952 | Salvador Allende        | Partito Socialista del Cile            | 5.4     |          | sconfitto |
| 1958 | Salvador Allende        | Partito Socialista del Cile            | 28.8    |          | sconfitto |
| 1964 | Salvador Allende        | Partito Socialista del Cile            | 38.9    |          | sconfitto |
| 1970 | Salvador Allende        | Partito Socialista del Cile            | 36.6    |          | eletto    |
| 1989 | Patricio Aylwin         | Partito Democratico Cristiano del Cile | 55.2    |          | eletto    |
| 1993 | Eduardo Frei Ruiz-Tagle | Partito Democratico Cristiano del Cile | 58.0    |          | eletto    |
| 1999 | Ricardo Lagos           | Partito per la Democrazia              | 48.0    | 51.3     | eletto    |
| 2005 | Michelle Bachelet       | Partito Socialista del Cile            | 46.0    | 53.5     | eletto    |
| 2009 | Eduardo Frei Ruiz-Tagle | Partito Democratico Cristiano del Cile | 29.6    | 48.4     | sconfitto |
| 2013 | Michelle Bachelet       | Partito Socialista del Cile            | 46.7    | 62.2     | eletto    |
| 2017 | Alejandro Guillier      | Indipendente                           | 22.7    | 45.4     | sconfitto |